# Dewey Johnson (Politiker)

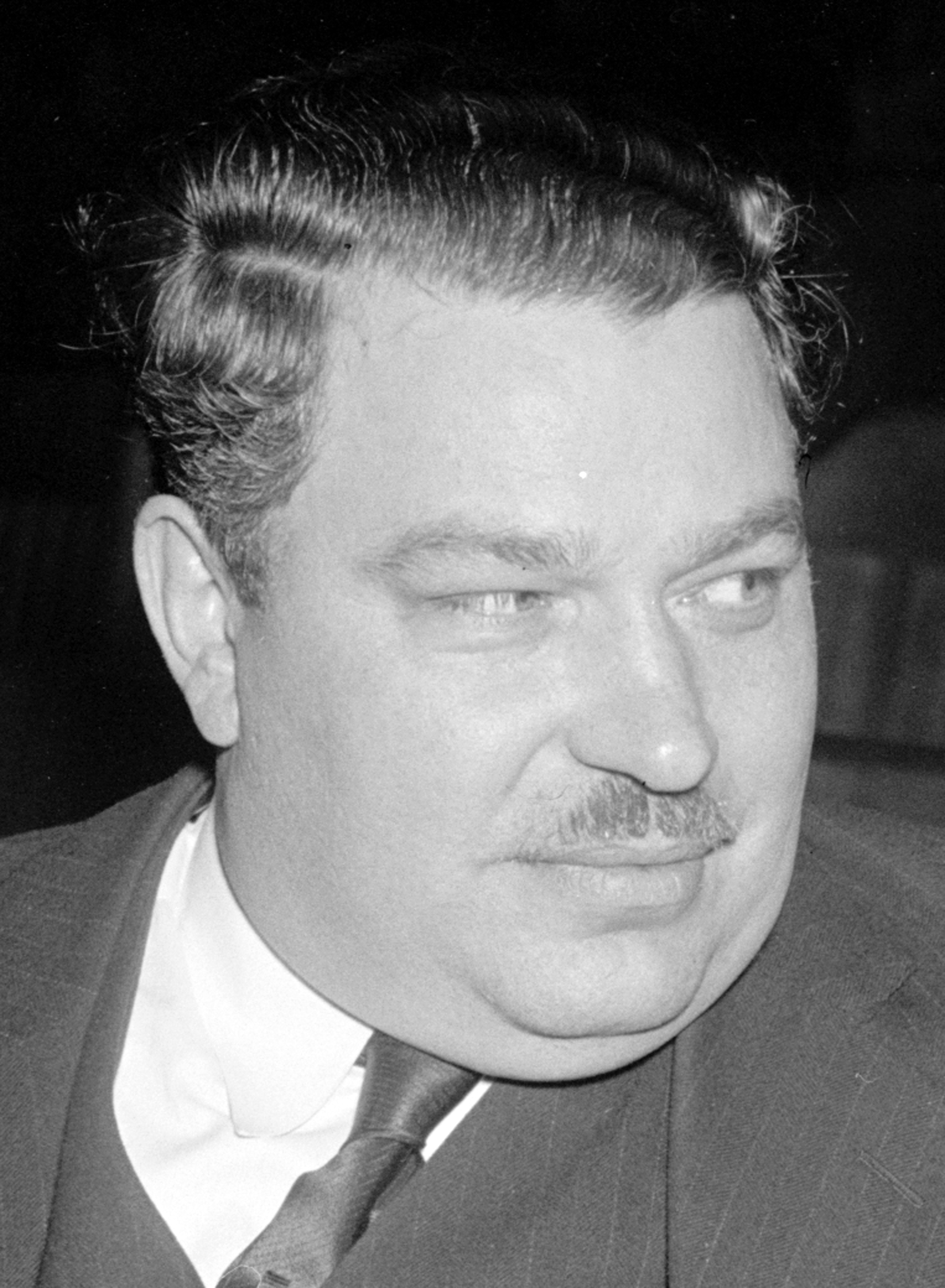
Dewey Johnson

Dewey William Johnson (* 14. März 1899 in Minneapolis, Minnesota; † 18. September 1941 ebenda) war ein US-amerikanischer Politiker. Von 1937 bis 1939 vertrat er den Bundesstaat Minnesota im US-Repräsentantenhaus.

## Werdegang
Dewey Johnson besuchte die öffentlichen Schulen seiner Heimat und studierte danach an der University of Minnesota. Anschließend setzte er seine Ausbildung mit einem Jurastudium am William Mitchell College of Law, das damals YMCA LAW School hieß, fort. Später wurde er in der Versicherungsbranche tätig. Damals begann er auch als Mitglied der Farmer-Labor-Party eine politische Laufbahn.
Zwischen 1929 und 1935 war Johnson Abgeordneter im Repräsentantenhaus von Minnesota; 1934 kandidierte er erfolglos für einen Sitz im Kongress. In den Jahren 1935 und 1936 war er Versicherungsbeauftragter und Feuerinspektor der Staatsregierung von Minnesota. Bei den Kongresswahlen des Jahres 1936 wurde Johnson im fünften Wahlbezirk von Minnesota in das US-Repräsentantenhaus in Washington, D.C. gewählt, wo er am 3. Januar 1937 die Nachfolge von Theodore Christianson antrat. Da er im Jahr 1938 nicht bestätigt wurde, konnte er bis zum 3. Januar 1939 nur eine Legislaturperiode im Kongress absolvieren. 1940 bewarb er sich noch einmal erfolglos um die Rückkehr in das US-Repräsentantenhaus.
In der Zeit nach seinem Ausscheiden aus dem Kongress arbeitete Dewey Johnson wieder in der Versicherungsbranche. Außerdem betrieb er einen Handel mit Radiogeräten. Er starb am 18. September 1941 in seinem Heimatort Minneapolis.